# Pray IV Reign
Pray IV Reign è il quarto album in studio del rapper statunitense Jim Jones, pubblicato nel 2009.

## Tracce
1. Intro (featuring Starr) – 5:14
2. Pulling Me Back (featuring Chink Santana) – 3:45
3. Let It Out – 4:08
4. How to Be a Boss (featuring Ludacris, NOE & Busta Rhymes) – 5:07
5. Medicine (featuring NOE & Chink Santana) – 5:36
6. Frienemies – 4:16
7. Precious (featuring Ryan Leslie) – 4:10
8. Blow the Bank (featuring Oshy & Starr) – 3:46
9. This Is for My Bitches (featuring Oshy) – 3:44
10. Girlfriend (featuring Juelz Santana & Oshy) – 4:51
11. This Is the Life (featuring Starr) – 4:18
12. My My My (featuring Rawana) – 4:28
13. Pop Off (featuring NOE & Mel Matrix) – 4:12
14. Pop Champagne (con Ron Browz featuring Juelz Santana) – 3:35
15. Rain (featuring Rell, NOE & Starr) – 5:33
16. Na Na Nana Na Na (featuring Bree-Beauty) – 3:59

## Classifiche
| Classifica (2009) | Posizione raggiunta |
| ----------------- | ------------------- |
| Stati Uniti       | 9                   |